# قلعه زرد شمس‌آباد
قلعه زرد شمس‌آباد مربوط به میانه دوران‌های تاریخی پس از اسلام است و در شهرستان دامغان، بخش مرکزی، دهستان حومه، روستای شمس‌آباد واقع شده و این اثر در تاریخ ۲۷ اسفند ۱۳۸۷ با شمارهٔ ثبت ۲۶۳۵۴ به‌عنوان یکی از آثار ملی ایران به ثبت رسیده است.